# Secrets de famille (téléfilm, 1997)
Pour les articles homonymes, voir Secret de famille (homonymie).
Secrets de famille (Deep Family Secrets) est un téléfilm dramatique américain de 95 minutes, réalisé par Arthur Allan Seidelman en 1997.

## Synopsis
Renee vient de surprendre son mari, Clay, en compagnie de sa jeune sœur, Ellen, alors qu'ils se trouvent dans un restaurant. Cette rencontre impromptue la persuade que son époux la trompe. Effondrée, la jeune femme rentre chez elle, hésitant à en parler à son mari. Peu après, Renee disparaît, mystérieusement. 
Joanne, la jeune fille du couple, ne sait plus quoi penser de tous ces événements et ne tarde pas à faire ressurgir des histoires jusqu'alors soigneusement tenues secrètes. Clay apparaît bientôt comme le principal suspect dans la disparition de Renee. Celle-ci a-t-elle été enlevée ou s'agit-il d'un meurtre ?...

## Fiche technique
- Réalisation : Arthur Allan Seidelman
- Scénario : Nevin Schreiner, David Madsen, Dena Kleiman
- Musique : Chris Boardman

## Distribution
- Richard Crenna (VF : Jean-Claude Michel) : Clay Chadway
- Angie Dickinson (VF : Martine Messager) : Renee Chadway
- Molly Gross (VF : Brigitte Berges) : Joanne Chadway
- Meg Foster (VF : Hélène Otternaud) : Ellen
- Jeff Kaiser (VF : Thierry Ragueneau) : Bobby
- Christie Lynn Smith (VF : Dorothée Jemma) : Lisa
- Tony Musante : Lennox
- Christine Healy : Hadley Brood
- Scott Paetty (VF : Pierre Tessier) : Sam
- Gary Bisig (VF : Vincent Grass) : Joe Fielding
- Craig Wasson (VF : Georges Poujouly) : Jack Winters